# Abd ar-Rahman V.
Abd ar-Rahman V. ibn Hischam al-Mustazhir bi-llah (arabisch عبد الرحمن بن هشام المستظهر بالله, DMG ʿAbd ar-Raḥmān b. Hišām al-Mustaẓhir bi-llāh; * 1001; † 17. Januar 1024 in Córdoba) war von 1023 bis 1024 Kalif von Córdoba.

## Leben
Abd ar-Rahman V. entstammte der Dynastie der Umayyaden und war ein Urenkel des Kalifen Abd ar-Rahman III. sowie ein Bruder von Muhammad II. al-Mahdi. Während der Usurpation des Kalifenthrons durch die Hammudiden (1016–23) lebte Abd ar-Rahman V. sehr zurückgezogen in der Gesellschaft literarisch interessierter Freunde; er schrieb auch selbst (teilweise erhaltene) Gedichte. Nach dem erfolgreichen Aufstand der Bevölkerung von Córdoba gegen die Berber und der Vertreibung des Hammudiden al-Qasim al-Mamun beschlossen die führenden Einwohner der Stadt, wieder die Umayyaden an die Macht zu bringen. Unter den damals in Córdoba residierenden Angehörigen dieses Geschlechts befand sich der damals etwa 22-jährige Abd ar-Rahman V., der am 2. Dezember 1023 seine Anerkennung als neuer Kalif erreichte. Nach seiner Thronbesteigung nahm er den ehrenvollen Beinamen Al-Mustazhir bi-llah (d. h. „der Gottes Hilfe Erbittende“) an. Allerdings wurden bei der Wahl zwei weitere Bewerber übergangen, die nun heftig gegen seine Herrschaft opponierten.
Der Kalif suchte sich seine Berater aus dem hauptstädtischen Adel. Unter ihm übernahm auch der bedeutende Universalgelehrte Ibn Hazm Regierungsämter. Als sich Abd ar-Rahman V. mit einer Garde aus Berbern umgab, kam es zu einer Erhebung gegen ihn. In der Folge wurde er von einem wütenden Mob von Einwohnern Córdobas in seinem Palast belagert und gefangen genommen. Sein Sturz erfolgte am 17. Januar 1024, nachdem er nur 47 Tage geherrscht hatte. Sein Verwandter Muhammad III. wurde von den Aufständischen als neuer Kalif eingesetzt. Dieser ließ Abd ar-Rahman V. sogleich hinrichten. Alle Berber in Córdoba wurden ebenfalls getötet. Nach dem Scheitern von Abd ar-Rahman V. machte sich Abu l-Qasim im Taifa von Sevilla vom Kalifat in Cordoba unabhängig und gründete die eigenständige Dynastie der Abbadiden.